# Comuna Vînohradivka, Peatîhatkî
Vînohradivka (în ucraineană Виноградівка) este o comună în raionul Peatîhatkî, regiunea Dnipropetrovsk, Ucraina, formată din satele Ciîstopil, Suhanivka, Vînohradivka (reședința) și Zaporijjea.

## Demografie
Componența lingvistică a satului Vînohradivka
     Ucraineană (95,88%)
     Rusă (2,53%)
     Alte limbi (0,27%)
Conform recensământului din 2001, majoritatea populației satului Vînohradivka era vorbitoare de ucraineană (95,88%), existând în minoritate și vorbitori de rusă (2,53%) și armeană (1,22%).